# Referéndum constitucional de Ecuador de 2008
El referéndum constitucional de Ecuador de 2008, conocido simplemente como Referéndum 2008 o erróneamente como Consulta Popular 2008, se realizó el 28 de septiembre de dicho año. El objetivo de este referéndum fue la aprobación o rechazo del proyecto constitucional redactado por la Asamblea Nacional Constituyente 2007 en reemplazo de la Constitución de 1998.
Este fue el último proceso electoral organizado por el antiguo Tribunal Supremo Electoral (TSE), antes de ser reemplazado por los actuales Consejo Nacional Electoral y Tribunal Contencioso Electoral. El TSE dictaminó un período de 44 días de campaña electoral en donde las propuestas a favor y en contra del proyecto constitucional fueron encabezadas por Rafael Correa (presidente de la República) y Jaime Nebot (alcalde de Guayaquil) respectivamente.
El resultado del referéndum fue la aprobación de la Constitución de 2008 con un apoyo de más del 63% de los votantes, la cual fue publicada por el poder ejecutivo en el Registro Oficial y puesta en vigencia el 20 de octubre de ese año.

## Antecedentes
La propuesta de crear una nueva constitución fue hecha como promesa de campaña electoral por el presidente Rafael Correa, quien al ganar las Elecciones presidenciales del 2006 y convertirse en el Presidente de Ecuador, presentó el proyecto al H. Congreso Nacional, el cual estaba constituido en su mayoría por diputados de la oposición. Se sometió a la población, por medio del Tribunal Supremo Electoral, a una consulta popular, la cual fue ratificada el 15 de abril del 2007.
Se aprobó la creación de una Asamblea Constituyente cuya labor fue la de redactar una nueva constitución, la cual fue sometida a este referéndum. La Asamblea Constituyente del 2007 se instaló el 30 de noviembre en la ciudad de Montecristi, provincia de Manabí, formada por 130 asambleístas, elegidos mediante elecciones en el mismo año, de los cuales 80 pertenecían al partido de gobierno Alianza PAIS.
El 24 de julio de 2008, la Asamblea Nacional Constituyente, terminó la redacción del Proyecto de Nueva Constitución con la aprobación de 94 de los 130 asambleístas. El Tribunal Supremo Electoral fue encargado de la organización de la consulta.

### Propuesta
La nueva constitución de Ecuador establece un Estado que refuerza las atribuciones del gobierno central y de la función ejecutiva, y que promueve una política proteccionista, intervencionista, asistencialista, y de integración latinoamericana. Establece para ello un "Estado de derechos" con origen en los denominados DESCA, o derechos sociales, culturales y ambientales, subordinando a un grado jurídico inferior las garantías individuales de la anterior constitución.
La nueva constitución transforma el modelo jurídico de Estado social de Derecho y economía social de mercado pasando de una "constitución de libertades garantizadas" hacia una "constitución del bienestar garantizado" transversalmente inspirada por la ideología del socialismo del siglo XXI y la filosofía comunitarista ancestral del "buen vivir" de los antiguos quechuas, recogido explícitamente en el texto sumak kawsay.

## Campaña

### Campaña a favor

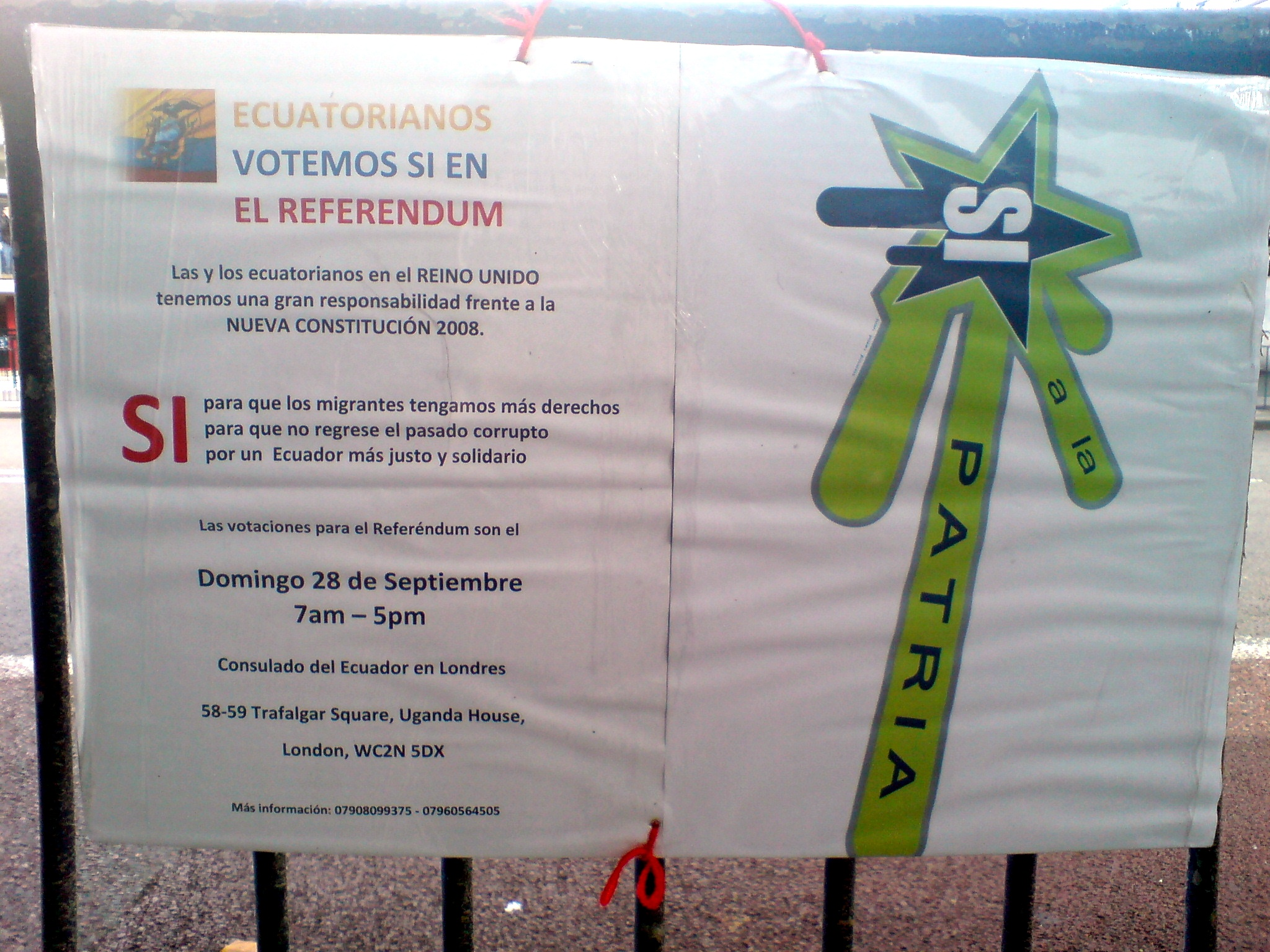
Cartel electoral por el sí en Londres.

La campaña por el Sí estuvo liderada por el Presidente del Ecuador Rafael Correa, su partido político Alianza PAIS y las agrupaciones que apoyaron la propuesta de constitución redactada por la Asamblea Nacional Constituyente. Además de ellos, varias pautas publicitarias en televisión, radio y diferentes medios impresos, patrocinadas por la Asamblea Constituyente y por el Gobierno Nacional.
Otros partidos políticos también se unieron en la campaña por el Sí, de los cuales los más destacados fueron:  Partido Socialista Frente Amplio, Izquierda Democrática, Partido Roldosista Ecuatoriano, Pachakutik, Partido Comunista Marxista Leninista de Ecuador, Movimiento Popular Democrático, Alianza Bolivariana Alfarista, Ruptura de los 25, Partido Liberal Radical Ecuatoriano, y el Partido Comunista del Ecuador.
El Gobierno criticó arduamente a varios miembros de la oposición especialmente a Jaime Nebot, alcalde de Guayaquil, el cual fue la figura que más se destacó en la campaña a favor del No. Además sostuvo que si su propuesta era derrotada en el referéndum, inmediatamente regresarían a gobernar las fuerzas políticas anteriores al régimen, denominadas comúnmente como: "la partidocracia".
El cierre de campaña se realizó en el Estadio Modelo Alberto Spencer de la ciudad de Guayaquil con la intervención de varios artistas nacionales e internacionales que ofrecieron varios conciertos, así como también, contó con la participación del Presidente Rafael Correa, el cual dio un discurso ante sus simpatizantes, cuyo nivel de acogida fue criticado por la oposición.

### Campaña en contra
En la campaña por el No al proyecto constitucional fue criticado por sostener que pretende mantener en el poder al partido de gobierno y a su líder así como tomar todos los organismos del Estado, en un reforzamiento del centralismo.
Los partidos que se sumaron a la campaña del NO fueron Unión Demócrata Cristiana, Partido Sociedad Patriótica, Partido Renovador Institucional Acción Nacional y el Partido Social Cristiano.
La campaña por el no se centró en la ciudad de Guayaquil y los temas y razones esgrimidas fueron múltiples y sin un eje único ni unidad de discurso, los argumentos y grupos fueron heterogéneos: desde los activistas que hacían reivindicación de las libertades civiles y las libertades económicas, hasta aquellos que reclamaban por temas religiosos, además de la defensa de la institucionalidad jurídica o la autonomía de los municipios por parte de algunos funcionarios.
El principal argumento desde el constitucionalismo es que la nueva carta magna es contradictoria, demasiado larga (la más amplia del mundo); que impone una visión del Estado bajo la cual solo podrán gobernar quienes comulguen con una visión ideológica socialista y nacionalista/bolivariana y hecha a la medida de un líder.
Otros movimientos que participaron en manifestaciones de rechazo fueron sectores universitarios particulares y organizaciones como Guayaquil de Pie (de tendencia tradicionalista), Movimiento Libertario (de tendencia liberal clásica),  Red Ética y Democracia y Centro Democrático (de tendencia centrista) que hizo propaganda por el voto nulo.
La campaña mediática fue liderada en parte importante por el alcalde Jaime Nebot mediante la confrontación constante con el presidente por el tema de la autonomía de las instituciones municipales, se le sumaron otros partidos políticos, tales como el Partido Sociedad Patriótica dirigido por el expresidente Lucio Gutiérrez, quien sostuvo que Correa haría fraude, lo que negaron los observadores internacionales que las calificaron de tranquilas y democráticas.

## Consulta

### Preparación
La papeleta de votación editada por el Tribunal Supremo Electoral constó de una sola pregunta para que los votantes puedan responder con aprobar o rechazar el proyecto de nueva constitución.
"¿Aprueba usted el texto de la Nueva Constitución Política de la República elaborado por la Asamblea Constituyente?".

### Resultados
Los resultados definitivos  fueron los siguientes:
| Opción         | Votos     | %      |
| -------------- | --------- | ------ |
| A favor        | 4.722.065 | 63.93% |
| En contra      | 2.075.754 | 28.10% |
| Nulo           | 533.684   | 7.23%  |
| En blanco      | 55.071    | 0.74%  |
| Total de votos | 7.395.325 | 100    |

El gobierno obtuvo un 81,72% de votos favorables en la convocatoria a Asamblea Constituyente. Es decir 5,5 millones de electores, mientras que en el referéndum 4,7 millones aprobaron la constitución resultante, alrededor de 800 mil votantes menos que 9 meses atrás cuando se instaló la asamblea, En la ciudad de Guayaquil (45,68% optaron por el sí) y la Provincia de Napo fueron los únicos lugares donde el proyecto fue negado por los votantes, pese a ello en la Provincia del Guayas la propuesta oficialista logró un 51,02%.
No obstante, la aprobación del texto constitucional supuso un reforzamiento al proyecto político de Rafael Correa y de las organizaciones sociales y políticas que lo apoyaban.
La victoria provocó las celebraciones gubernamentales. En Guayaquil ciudad natal del presidente Correa (y donde se rechazó la nueva constitución con un 55%) desde donde declaró que Ecuador se había hecho a sí mismo un nuevo país en un proceso y que el nuevo marco legal quebraría el viejo sistema político e impulsará reformas sociales que garantizan los derechos fundamentales del pueblo de Ecuador.[cita requerida]
La nueva Constitución de Ecuador entró en vigor el 20 de octubre de 2008 y luego de transcurrir 45 días, se llamó a elecciones generales.